# 田町齋場

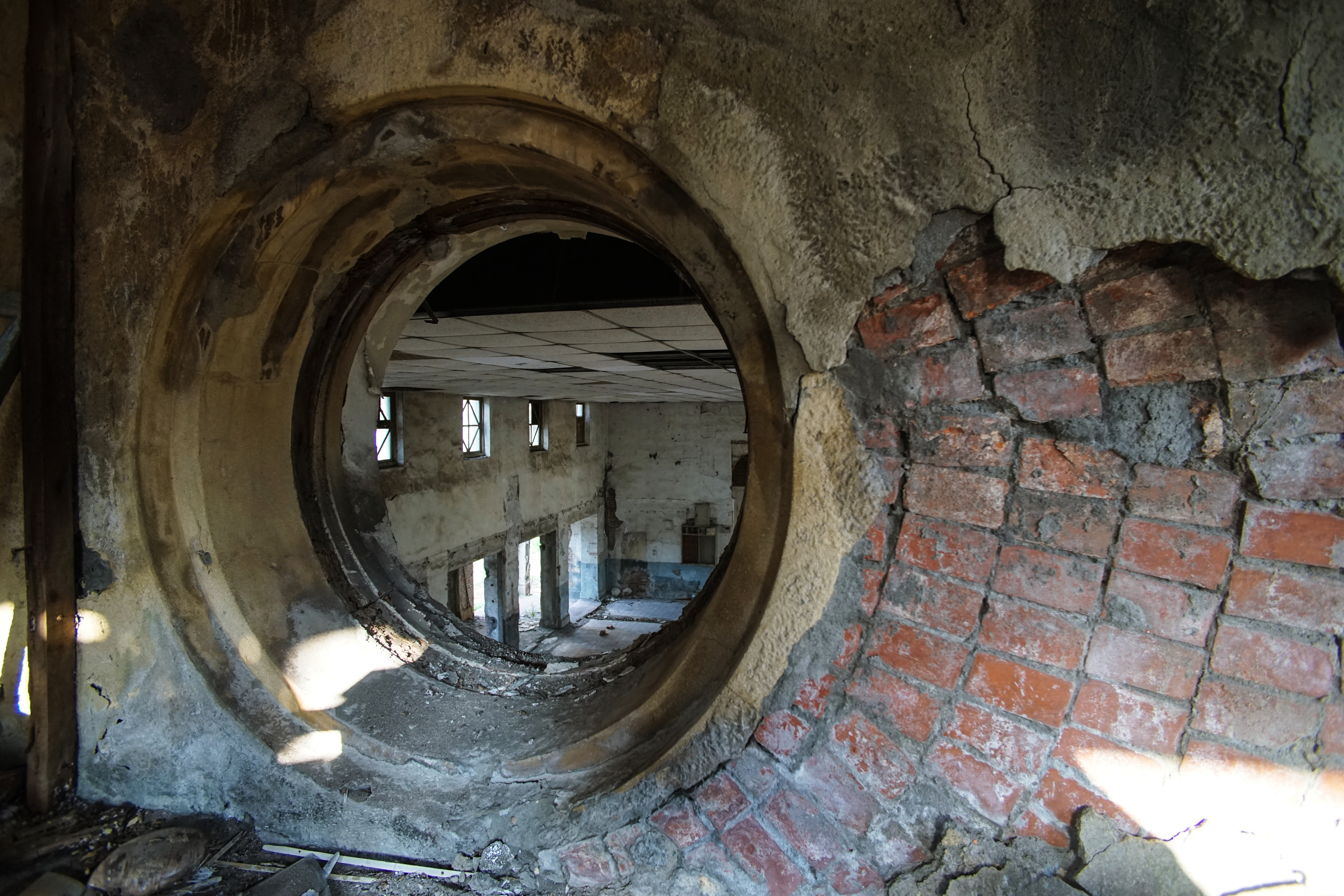
齋場內部

田町齋場，是位於臺灣高雄市鼓山區的前葬儀堂，於1933年在高雄市田町三丁目興建，為舉行葬禮儀式的場所。其在1960年代後改做為鼓山第二公有市場使用，在2016年4月拆除時發現了過去的齋場建築後，為台灣目前唯一留存的日治時期葬儀堂建築，由打狗文史再興會社提報文化資產，於2017年登錄為高雄市歷史建築。

## 沿革
在臺灣日治時期的各大城市設有齋場或葬儀堂，作為舉辦葬禮的場所，其與火葬場、墓地的設立皆屬於地方衛生事業的一部分。田町齋場於1933年10月14日竣工，時稱高雄市齋場，占地114坪，建築可容納500人。
田町齋場在戰後由高雄市衛生院接收，曾由軍方短暫使用，鼓山區公所整修時曾借用該空間。日治時期的壽國民學校（今鼓岩國小）校舍在二戰期間遭到美機轟炸而損毀，戰後被編為第十五國民學校，曾在1945年底暫借田町齋場的空間上課，1946年遷移至現今的新校址上課，而田町齋場的空間仍由國民學校使用，作為該校的集會禮堂；後來還曾陸續作為附設幼稚園，以及夜間私塾之用。1955年學校完全遷出後，改由鼓山第二公有市場進駐。
由於市場營運效益不彰，2014年高雄市政府決定廢止鼓山第二公有市場，土地所有權人陽信商業銀行通知高雄市政府經濟發展局歸還土地。2016年經發局公告鼓山第二公有市場地上物拆除工程，並要求攤商搬遷。當時由打狗文史再興會社將齋場建築向高雄市政府文化局提報高雄市文化資產後，經專家審議後，終於在2017年登錄為高雄市歷史建築。
近年，由於周圍居民認為建築老舊不堪，曾發出爭取拆除或遷移之聲浪，高雄市文化局在進行調查研究後，則表示已開始規劃田町齋場的修復再利用工程。